# Iván Guiriov
Iván Alexándrovich Guiriov (en ruso: Иван Александрович Гирёв; Gavrílov-Yam, 29 de junio de 2000) es un deportista ruso que compite en natación, especialista en el estilo libre.
Participó en los Juegos Olímpicos de Tokio 2020, obteniendo una medalla de plata en la prueba de 4 × 200 m libre.
Ganó una medalla de plata en el Campeonato Mundial de Natación de 2025 y dos medallas de plata en el Campeonato Mundial de Natación en Piscina Corta, en los años 2018 y 2021.

## Palmarés internacional
| Juegos Olímpicos                    | Juegos Olímpicos    | Juegos Olímpicos | Juegos Olímpicos      |
| Año                                 | Lugar               | Medalla          | Prueba                |
| ----------------------------------- | ------------------- | ---------------- | --------------------- |
| 2020                                | Tokio (Japón)       | Medalla de plata | 4 × 200 m libre       |
| Campeonato Mundial                  |                     |                  |                       |
| Año                                 | Lugar               | Medalla          | Prueba                |
| 2025                                | Singapur (Singapur) | Medalla de plata | 4 × 100 m libre mixto |
| Campeonato Mundial en Piscina Corta |                     |                  |                       |
| Año                                 | Lugar               | Medalla          | Prueba                |
| 2018                                | Hangzhou (China)    | Medalla de plata | 4 × 200 m libre       |
| 2021                                | Abu Dabi (EAU)      | Medalla de plata | 4 × 200 m libre       |